# 루도비쿠스 1세 피우스
루도비쿠스 1세 피우스(라틴어: Ludovicus I Pius, 독일어: Ludwig der Fromme, 프랑스어: Louis le Pieux, 이탈리아어: Luigi il Pio, 778년 4월 16일 – 840년 8월 28일)는 814년부터 신성 로마 제국 황제이자 동프랑크의 왕이다. 본래 게르만어식 이름이 "클로도비크"였지만 그의 생전 라틴어로 이름을 번역하는 과정에서 오역되어 "클로도비쿠스"가 아닌 "흘로도비쿠스(또는 루도비쿠스)"가 되었고, 이것이 독일어의 루트비히, 이탈리아의 로도비코, 프랑스어의 루이 라는 새로운 이름이 만들어지는 어원이 되었다.
카롤루스 마그누스의 여섯째 아들로 781년 4월 15일 로마 교황의 축성을 받은 뒤, 바이에른과 아키텐의 왕에 봉해졌다. 쌍둥이 형제 로타르 및 다섯 명의 형이 모두 요절하여, 카롤루스의 살아남은 유일한 적자 자격으로 프랑크 왕국 전체의 왕위와 신성 로마 제국 황제 자리를 단독으로 계승했다. 806년 아버지는 프랑크족의 관습대로 제국을 분할하려고 하였는데, 다른 아들들이 연이어 죽자 813년 9월 살아남은 유일한 적자 루도비쿠스를 공동 황제이자 유일한 후계자로 삼는다. 아버지가 죽고 나서 814년 1월 황제가 되었다. 그러나 즉위 직후 영지 분봉 문제로 재위 기간 내내 혼란을 야기하였다.
즉위식 직후 첫 10년은 비극과 대내외적 망신으로 첨철되었다. 817년에 발표한 제국 칙령으로 영토 분할을 사전에 계획했지만, 로타르 1세의 신하가 되는 것에 반발한 조카 베른하르트가 반란을 일으켰다. 루트비히는 화해하는 척하고 조카 베른하르트를 불러들인 뒤 장님으로 만들었다. 이때의 후유증으로 베른하르트는 사망하는데, 루트비히는 조카의 죽음에 심한 죄책감을 느껴 공개 참회를 하기도 했다. 이로서 황제의 권위가 땅에 떨어지기도 했다. 823년에는 계비 바이에른의 유디트에게서 대머리 카를 2세가 태어나자 다른 아들들의 영토를 조금씩 쪼개어 알레만니아를 만들고 카를의 몫으로 떼어주었다. 이때부터 아들 로타르 1세, 피핀, 루트비히 독일인은 수시로 반란을 일으켰다. 한편 베른하르트의 후손들은 그에게 눈이 뽑혀 죽임당한 것에 앙심을 품고, 대머리 카를 2세의 후손들을 대대손손 괴롭히게 된다.
상속 문제로 아들인 로타르 1세, 피핀, 루트비히 독일인 등에 의해 830년, 831년, 833년, 834년 권좌에서 축출당했으나 기적적으로 복귀하였다. 이후에도 루트비히 독일인 등은 수시로 반란을 일으켰지만 모두 격퇴하였다. 그는 로타르 1세에게 왕국 전체를 넘기고 다른 아들들은 변방 지역의 분봉왕이나 공작 직책을 임명하려 했지만, 아들들의 잇단 쿠테타로 실패하고 만다. 많은 교회를 세웠으며 수도원을 후원하였고, 성당과 수도원에 면세 혜택을 부여했으며 성직자를 국가의 요직에 기용하였다. 그는 독실한 가톨릭 신앙인으로 일생동안 교리를 철저히 지켰고 여색을 멀리했지만, 정치적으로는 무능력하였다.

## 생애

### 젊은 시절

#### 출생과 젊은 시절

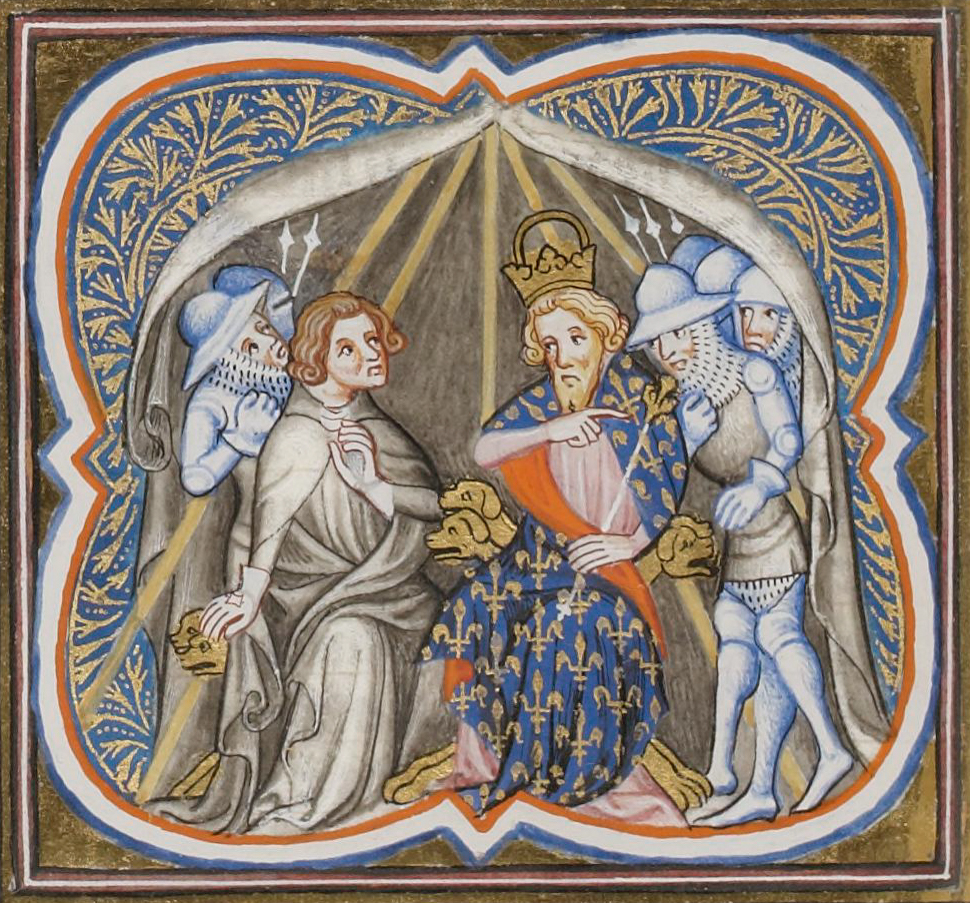
형 피피노 카를로만과 함께

루트비히는 카롤링거 왕조 출신으로 778년 4월 16일 카롤루스 대제의 여섯째 아들이며 프랑크 왕국령 아키텐 푸아티에 부근 샤스뇌유에서 쌍둥이 형제로 태어났다. 일설에는 히스파니아의 캠페인에 있던 샤를마뉴의 별장에서 태어났다고도 한다. 그가 태어날 때 위로 이복 형 피핀 4세와 친 형 피피노 카를로만, 동프랑크의 샤를 2세 등의 형이 있었다.
함께 태어난 쌍둥이 형제 로타르는 2세 때 사망한다. 그의 어머니 히스파니아의 힐데가르트는 카롤루스 대제의 두 번째 부인으로 아길롤핑 가문 출신이었다. 경건왕(敬虔王, the Pious)이란 별칭은 독실한 신앙심으로 인해 부여받은 것이다.
루트비히의 이름은 흘로도비쿠스(Hludovicus)로, 원래는 게르만 프랑크족의 이름인 클로도비크(Chlodovic)의 라틴어를 번역하는 과정에서 오역이었다. 나중에 가서는 클로도비크의 라틴어 번역인 클로도비쿠스(Chlodovicus)는 클로비스(Clovis)로 번역되었고, 이때 지어진 그의 이름 흘로도비쿠스는 루트비히, 로도비코, 루이스로 번역된다.

#### 유년 시절
781년 백작에 임명되었고, 그해 봄에 아버지 샤를마뉴에 의해 형 피피노 카를로만과 함께 알프스산맥을 넘어 4월 15일 로마를 방문하여 교황의 축성을 받았다. 루트비히는 그곳에서 아키텐 지역의 분국왕으로 임명되었다. 그리고 그 해에 아르눌프 주교를 아키텐으로 보내어 루트비히의 후견인으로 삼게 했다. 또한 샤를마뉴는 나이가 어렸던 루트비히 때문에 아키텐 귀족들이 또다시 독립을 시도하는 걸 막기 위해서 루트비히를 대신할 파견된 여러 명의 행정관을 보내 루트비히의 섭정으로써 통치를 맡게 하였다. 785년 아버지 카롤루스 대제가 파더보른 전투에 출정할 때 동행하여 1천 km를 다녀오기도 했다.
그의 아키텐 궁정에는 아니얀의 베네딕트(Benedikt von Aniane), 서고트 출신으로 메로빙거 왕가의 후손이기도 툴루즈(Toulouse) 백작 기욤 드 툴루즈 등도 그의 고문으로 선임되었다. 아니얀의 베네딕트와 기욤 드 툴루즈는 788년 루트비히를 대신해서 아키텐에 침입한 이슬람 군대를 격퇴하고 내분을 수습하였다. 루트비히가 평생 각별하게 신뢰했던 아니얀의 베네딕트는 프랑크 왕국의 교회에 베네딕도 회칙의 도입에 노력하였으며 루트비히 1세가 814년 황제가 된 뒤 그의 신앙활동과 교회개혁을 보좌하였으며 816년과 817년에는 교회회의를 통해서 교회와 국가의 근본적인 개혁을 지향했다.

#### 아키텐의 국왕

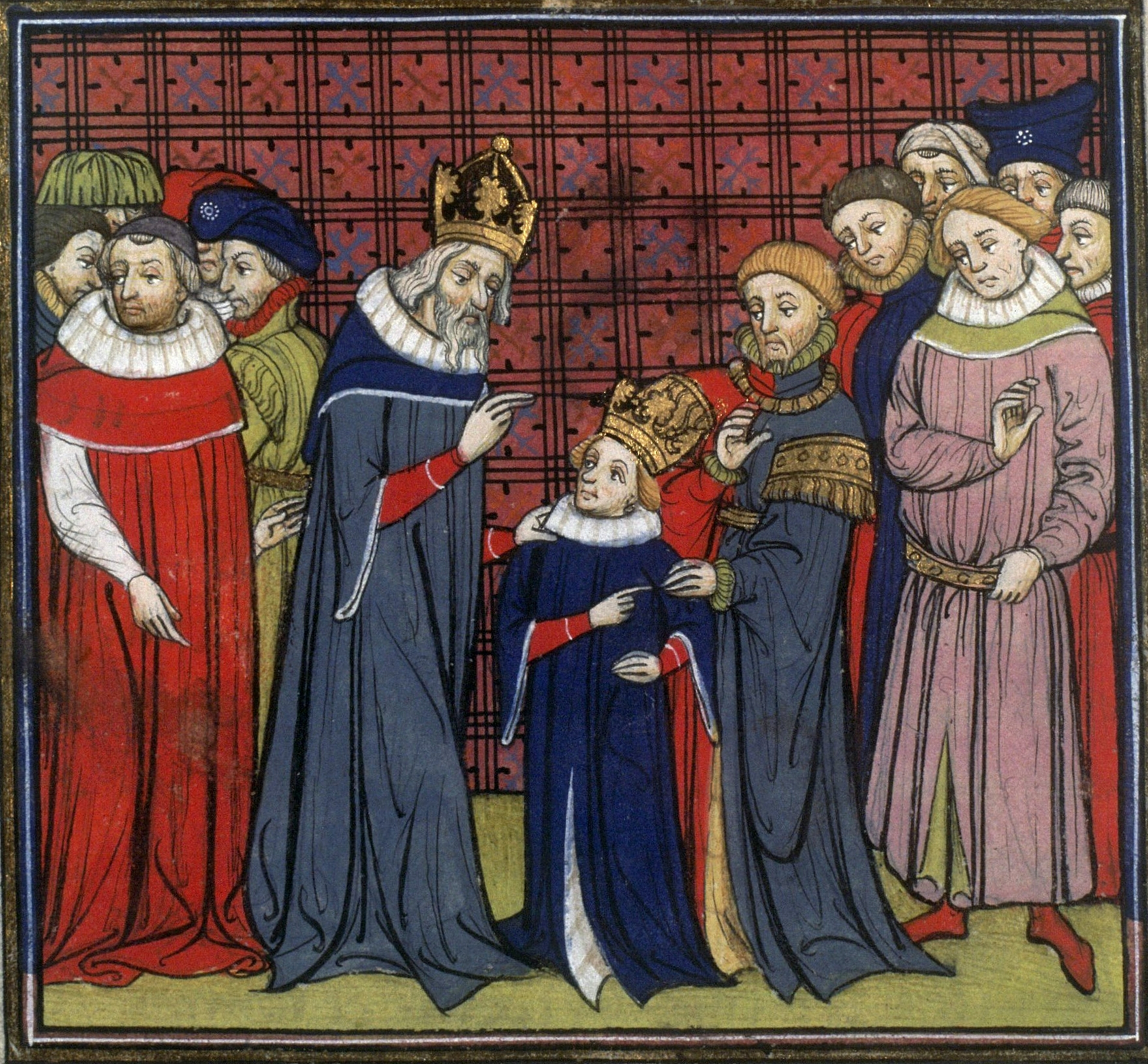
카롤루스 대제와 교황의 축성을 받는 루트비히

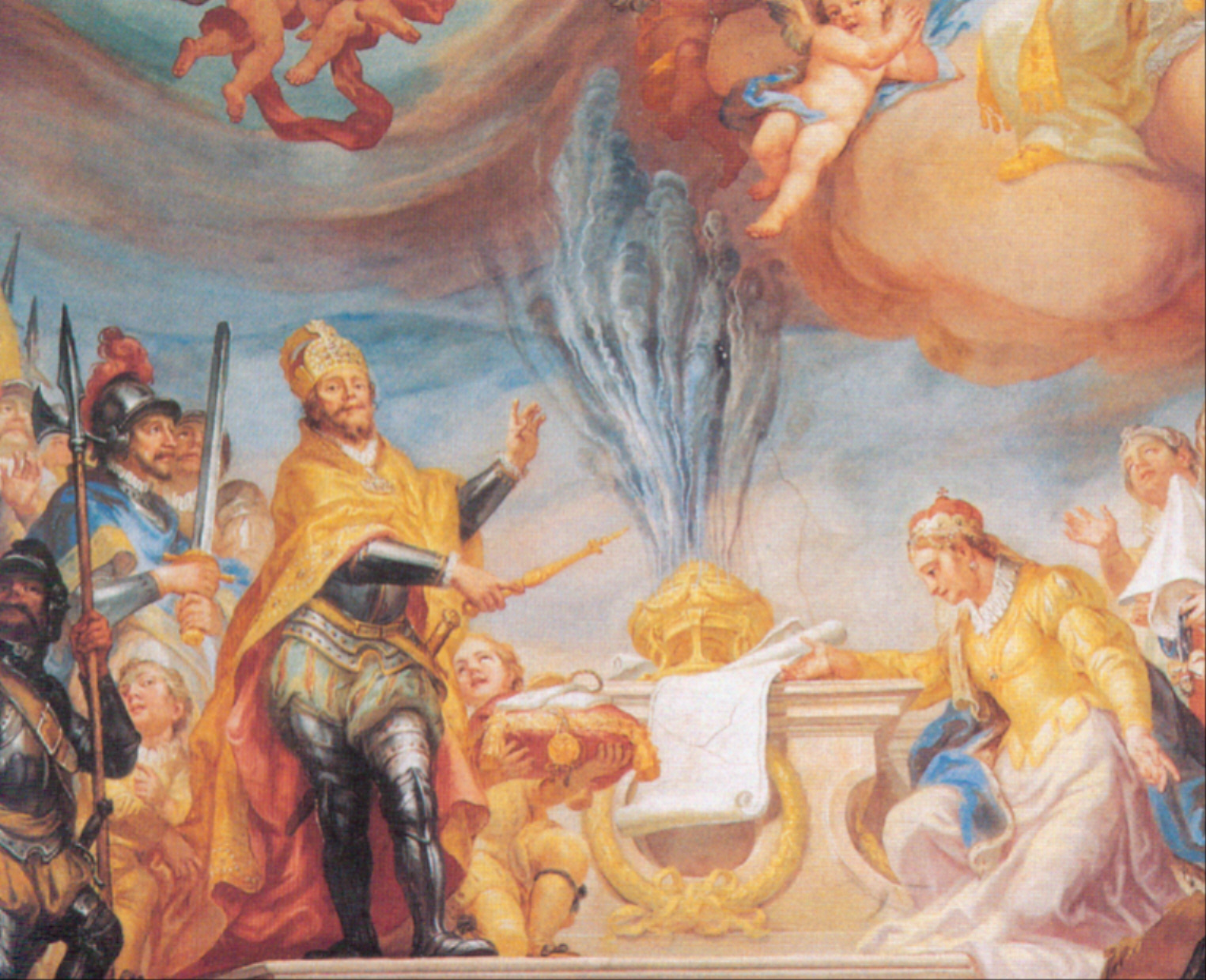
축성 후 왕관을 수여받는 루트비히 (가운데 아래에 반석을 손에 든 소년)

781년부터 813년까지 그는 주로 궁정 행정관들(궁재들)의 자문에 의존하기는 했지만, 어느 정도 성공적으로 아키텐을 통치했다. 또한, 아키텐의 지역 출신 전임 공작들이 프랑크 왕국에 반항했다가 카를 마르텔과 피핀 3세, 아버지 샤를마뉴에 의해 처참하게 살해되었던 전례가 있었으므로 지역의 토호들이 그를 쉽게 다루지는 못하였다. 소년기 무렵 그는 아버지 카롤루스 대제를 따라 바스크족의 토벌 전쟁과, 분리독립을 시도하려는 아키텐 공국을 진압하는 전쟁에 출정하였다. 791년에는 부왕 샤를마뉴를 따라 레겐스부르크의 원정에 다녀오기도 했다. 그는 잘 관리되고 있던 막대한 토지를 상속받았고 주로 성직자 출신들의 고문관들에게 의존하였다. 794년 샤를마뉴는 아키텐에 아들 루트비히의 저택과 별장을 마련해 주고 현지에 파견하여 원주민들의 의복을 입고, 아키텐 원주민들의 문화에 동화되도록 지시하였다. 797년에 루트비히는 바르셀로나와 코르도바에서 발생한 바스크족의 반란을 진압하고 되돌아왔다. 이때 루트비히의 다른 형제들인 피피노 카를로만과 소 샤를은 작센족 토벌에 출정하였다.
800년 12월 아버지 카롤루스 대제가 형 소 샤를을 데리고 알프스산맥을 넘어 이탈리아로 찾아갈 때 루트비히는 아헨의 왕궁으로 소환되었다.
800년대 초 아버지 카롤루스 대제는 자신의 왕국을 분할하여 루트비히에게는 아키텐과 남부 프랑스를, 소 샤를에게는 네우스트리아와 프랑켄을, 피피노 카를로만에게는 롬바르디아를 유산으로 상속하도록 정하였다. 806년에 카를은 영토분배를 정하고 그에게는 동부 프랑크를 물려주기로 결심했다. 그러나 810년 피피노 카를로만, 811년 소 샤를과 피핀 곱사등이가 연이어 사망하여 루트비히가 카를 대제의 유일한 적자가 되었으므로, 813년 9월 초 카를에 의해 후계자로 내정되고, 813년 9월 11일 아헨으로 소환되어 후계자 겸 아버지의 공동통치자로서 신성 로마 황제의 관을 받았다. 말년에 카롤루스 대제는 우울증과 늑막염을 앓고 있었으므로 루트비히는 실질적인 통치자가 되었다. 814년 1월 28일 카롤루스 대제가 아헨에서 병으로 죽은 후에는 프랑크 왕국을 물려받아 단독으로 제국을 통치하였다. 그는 광대한 영토를 물려받았지만 다른 형제들이 모두 일찍 죽어버렸고 조카 베른하르트는 어렸으므로, 왕권을 다투는 다른 경쟁자가 없었으므로 무난히 대제국을 계승하게 된다.
샤를마뉴의 사망 소식이 전해지자 크로아티아와 바이에른 등에서는 반란이 일어났고, 바이에른의 일부 귀족들, 프리슬란트 등은 자치를 선언하고 나섰다. 814년 크로아티아 역시 독립을 선언하였다. 803년부터 조공을 바치던 크로아티아는 부족장 보르나를 왕으로 세우고, 그의 영도하에 자치국을 선언하고 종주권과 조공을 거부하였다.

### 프랑크 국왕과 황제

#### 즉위 초반

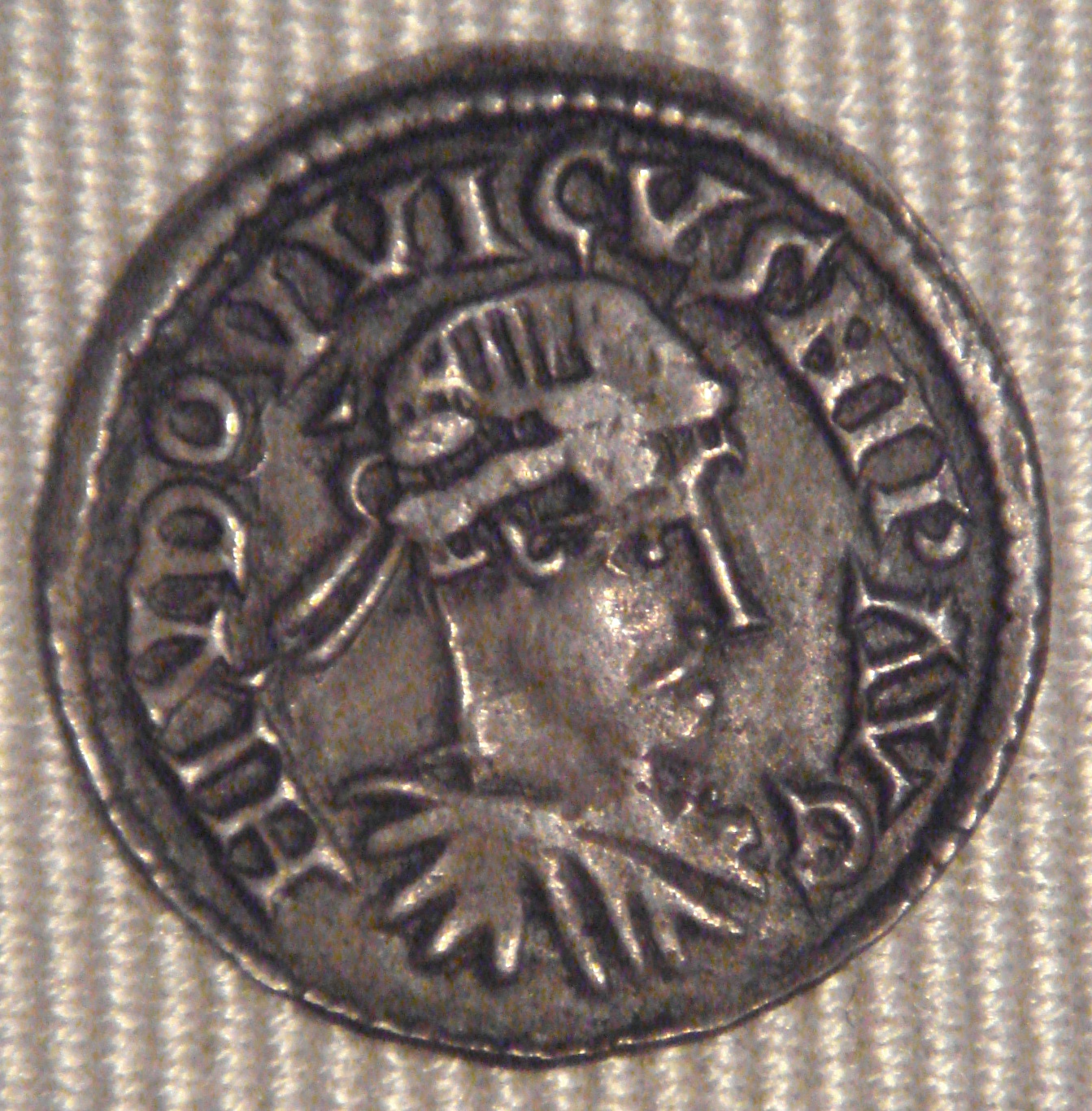
루트비히 1세 초기 (818-823년)의 데나리온 동전, 상스 지역에서 발행됨

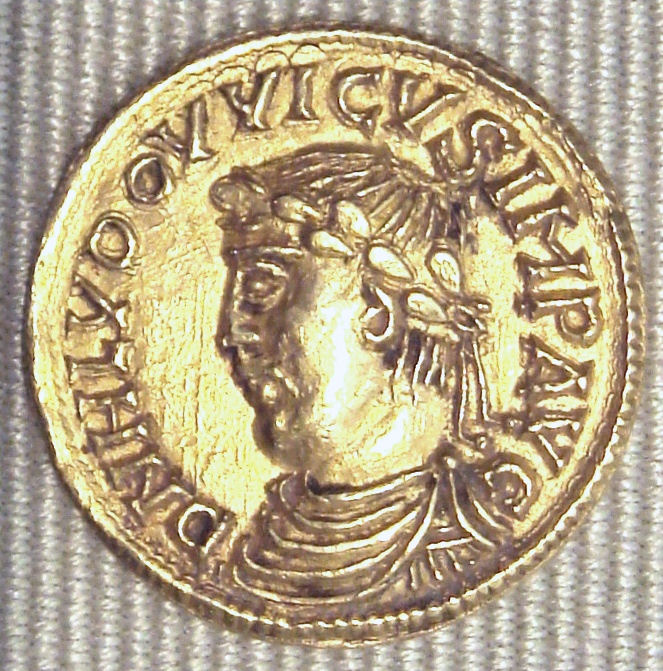
루트비히 1세의 얼굴과 이름 (흘로도비쿠스 황제)이 새겨진 데나리온 동전 (814-840년)

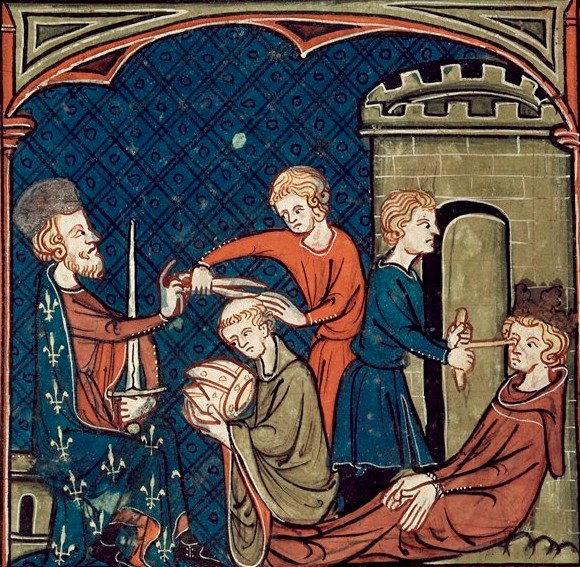
루트비히 1세에 의해 장님이 되는 형벌을 받는 베른하르트 1세
(14세기 작, 작자미상)

813년 9월 11일 그는 아헨에서 아버지 카롤루스 대제에 의해 공동 국왕 겸 공동 황제로 선포되었다. 이듬해 1월 28일 아버지 카롤루스 대제는 아헨에서 늑막염과 우울증 등으로 사망했고, 그는 이탈리아를 제외한 프랑크 왕국 전체를 상속받고, 바로 'Vivat Imperator의 Ludovicus'라 하여 황제로 축성되었다. 즉위한 뒤 아버지 샤를마뉴의 서자인 드로고 3세와 테오도리히, 후고 등 자신의 서제들을 모두 수도원에 보내 사제로 만들고, 그때까지 귀족가나 다른 왕가로 시집가지 않은 친 누나, 여동생들과 서모에게서 낳은 이복 여동생들을 모두 수녀원에 보내 수녀로 만들었다. 또한 아버지 카롤루스 대제의 첩들도 수녀로 만들었다. 나이가 들 수록 그는 대외 활동보다는 신앙에 의지하려 했다. 정책은 가톨릭 성직자들을 채용하여 정치를 위임했다. 한편 영주와 기사들은 성직자를 고위직으로 등용하는 정책에 불만을 공공연히 드러냈다.
루트비히의 첫 중점 과제는 카롤루스 대제의 유언장에 제시된 조항들을 이행하는 것이었다. 그런데 그 중에서 루트비히는 제국을 분할하는 것을 우선순위로 보았다. 즉위 직후 그는 814년 8월 그는 로타르를 바이에른 국왕으로, 피핀을 아키텐 공작으로 봉했다. 또한 샤를마뉴가 813년 자신에게 물려주었으며 둘째형 피피노 카를로만의 자리인 랑고바르드의 왕위를 피피노 카를로만의 아들 롬바르드의 베른하르트에게 넘겨주었다. 한편 상스의 테오델린트와의 사이에서 얻은 상스 백작 아르눌프의 몫으로는 아무것도 주지 않았다.
814년 말부터 상속령을 정하여 곧 영토를 세 아들 로타르 1세, 아키텐의 피핀 1세, 루트비히 독일인 등에게 분배했으나 이에 반발을 품은 롬바르드의 베른하르트가 반란을 일으켰다. 그는 화해하는 척 하고 롬바르드의 베른하르트를 불러들인 뒤 두 눈을 뽑고 근육을 지져 불구로 만들어 쫓아냈다. 이어 로타르를 롬바르디아(이탈리아)의 군주로 봉하고, 독일인 루트비히에게 바이에른 분국왕에 봉했다.
818년 봄 경건왕 루트비히는 아헨에서 의회를 소집, 베른하르트를 도운 귀족과 성직자들에 대한 재판을 하였다. 루트비히는 베른하르트의 협력자들, 그를 도운 성직자들을 처벌하였다. 귀족 및 평신도 공모자들은 눈을 멀게 하는 형벌을 받았고, 베른하르트에게 협력하거나 군사를 지원한 가톨릭 성직자들은 사제직을 박탈당하고 투옥되었다. 오를레앙의 테오둘프 (Theodulf of Orleans) 주교는 투옥당한 뒤 곧 죽었다. 그 외에도 베른하르트에게 협력했을 것으로 의심되는 인사들을 체포하여 가혹하게 다루었다. 818년 4월 17일에 롬바르드의 베른하르트는 후유증으로 사망했고, 루트비히는 이후 오랫동안 죄책감에 시달렸다.
루트비히는 샤를마뉴를 총애하던 아인하르트를 역시 중용하여 왕국 내 여러 대수도원장직을 맡겼다. 프랑크 왕국의 역사가이기도 했던 아인하르트는 기록에 루트비히가 카롤루스 대제의 유언을 비교적 매우 꼼꼼하게 살펴보고 처리했다고 썼지만, 루트비히가 살던 시대와 동시대의 다른 자료에 나오는 이야기들에 의하면 유언 집행에 대해 두루뭉실하고 불명확했다 하여 아인하르트의 견해와는 다르다.

#### 제국 상속령 발표

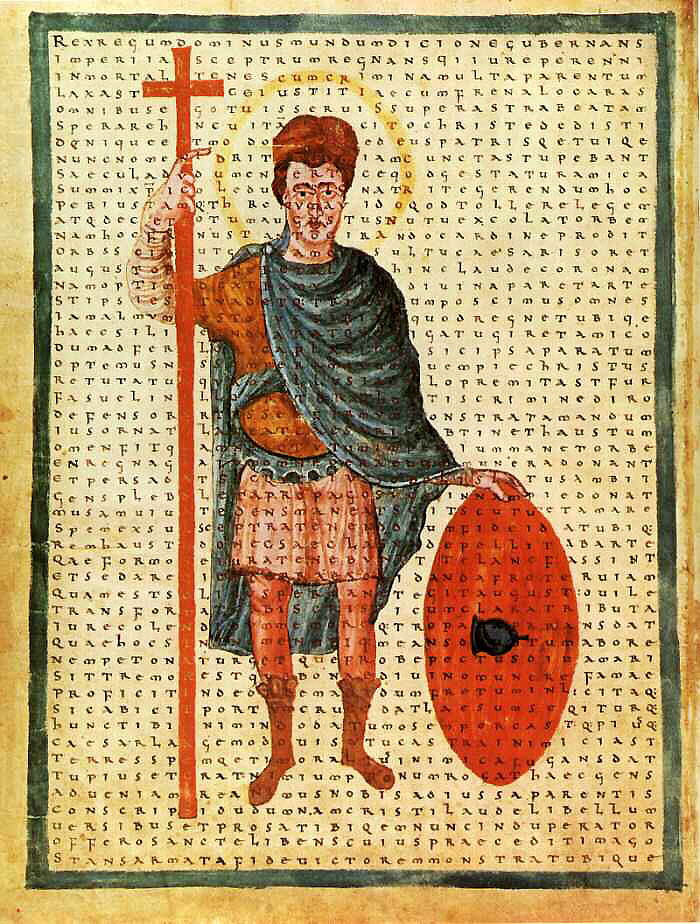
루트비히 1세

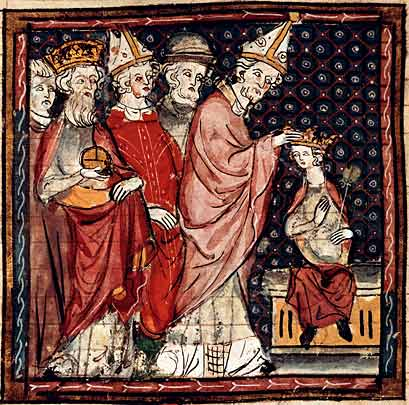
교황에게 축성받는 루트비히

815년 루트비히 1세는 아들 로타르 1세를 공동 황제로 선포하고 아헨에서 즉위시켰다. 그는 국토분할을 막고자 장남인 로타르에게 왕위와 프랑크 전 국토를 양도하고, 차남 피핀과 셋째 루트비히에게는 변방 지역을 주기로 결정했다. 곧 루트비히는 상속령을 발표하여 로타르는 총괄 국왕 겸 황제로, 피핀은 아키텐과 가스코뉴(Gascony), 툴루즈, 카르카손 (Carcassonne), 오툉(Autun), 아발론과 낭베르를, 루트비히 2세는 바이에른과 슈바벤 및 작센 등을 상속령으로 정하였다. 그리고 분국왕으로 임명된 세 아들이 죽으면 그 세 아들의 아들이 상속하는 것으로 정한다. 이는 바로 제국칙령(Ordinatio imperii)라는 이름으로 성문법화되었다. 그러나 상스의 테오델린트에게서 태어난 아들 아르눌프의 몫은 정하지 않았다. 817년에 루트비히는 아르눌프를 상스와 부르군트 백작에 임명했다. 아르눌프는 베르덩 조약 당시 840년의 내란 당시 로타르 1세의 편에 가담한다. 이때 루트비히는 나중에 아이를 더 낳으리라는 생각을 않고 있다가 이르멘가르트 황후가 818년에 죽자 4개월 후 바이에른의 유디트와 결혼해 823년 또는 822년 6월 그녀에게서 아들 대머리왕 카를을 얻자 829년 그에게 알레만니아와 게르만인 루트비히의 영지, 로타르의 영지를 일부 떼어 주었다. 그러자 로타르 1세를 비롯한 본처 이르멘가르트 소생 세 아들은 수시로 군사를 일으켜 반란을 기도하게 된다.

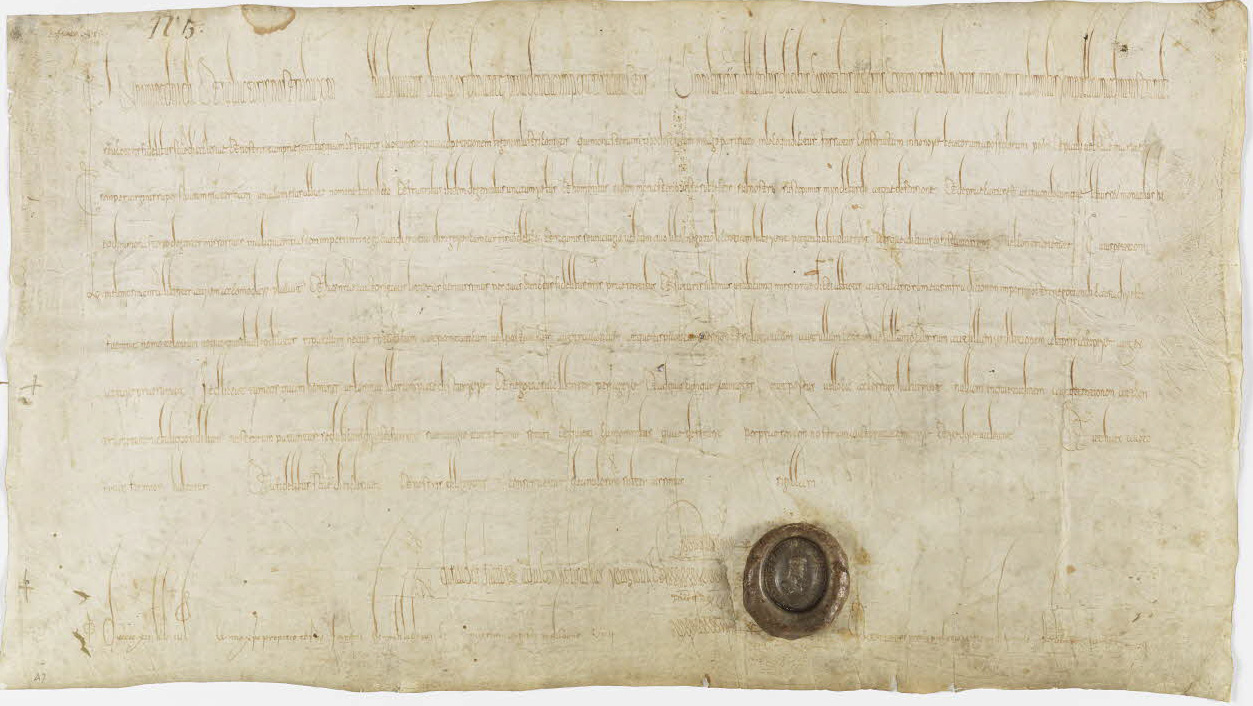
816년 7월 20일 생모르데포세 성당에 부여한 면세 허가증, 양피지에 새 깃털로 쓴 친필 공문, 도장이나 인장 대신 루트비히 1세 본인의 얼굴이 나온 데나리온 동전을 붙였다.

816년 루트비히는 제국 내 교회의 참사위원에 대한 규정인 '참사 위원 제도서(Institutio Canoniconum)'를 저술, 간행하였다. 7월 20일에는 생모르데포세 성당을 방문했다가, 친히 면세 혜택을 부과하는 면세 허가장을 양피지에 친필로 써서 봉정하였다. 경건왕 루트비히는 재위기간 내내 성당과 수도원, 수녀원, 학교 기관에 한해서 토지 기증 및 면세 혜택 정책을 수시로 부여하였다. 816년 10월 5일 루트비히는 랭스 대성당에서 성대한 즉위식을 열었다. 이후 후대의 서프랑크와 프랑스의 왕들은 랭스 대성당에서 즉위하는 것이 전통이 되었다.
817년 7월에 루트비히는 아헨의 제국 의회에서, 그는 피핀을 아키텐 왕으로 봉하고, 바이에른을 루트비히에게 주도록 정하고 다시금 로타르 1세를 공동 황제 겸 후계자로 선포했다. 발표한 칙령에서 둘째 아들 피핀은 왕의 칭호와 아키텐, 툴루즈 일대의 통치권을, 셋째 아들 바이에른의 루트비히에게는 바이에른과 카린티아, 보헤미아 및 왕의 칭호와 주권을 부여했다. 당초 그는 아버지의 사후 아들 형제들에게 균등하게 분배되는 프랑크족의 전통 살리카 법 대신 장자 상속제를 도입하려 했다. 그는 일찍 다른 아들들에게는 일부의 영지만을 봉하고 장자인 로타르에게 넘겨주어 장자 상속을 확립하려 했지만, 일부 관료들만 루트비히 경건왕의 뜻을 이해했을 뿐, 다른 아들들은 자기 몫의 봉토를 차지하려 했고, 대다수의 귀족, 궁재들이 아무도 그를 지지하지 않으므로 그의 뜻은 실패하고 만다.
817년 루트비히는 로마 헌법을 발표, 자신에게 로마에 대한 통치권이 있음을 선언하고, 교황에게 충성을 바칠 것을 요구하였다. 그러나 곧 흐지부지되었다.
818년 4월 17일 루트비히 경건왕은 장남 로타르 1세에게 제국의 제위와 함께 롬바르디아를 넘기기로 정하고, 로타르를 롬바르디아 왕으로 임명한 뒤 교황 파스칼리스에게 보내 축성과 황제의 제관을 받게 하였다. 바로 루트비히는 로마 헌법(Constitutio Romana)을 선포, 황제가 로마에 대한 통치권이 있다며 교황에게 충성 서약을 요구한다. 818년 가을 그가 제국을 순시하러 나간 사이, 그 해 10월 3일 황후 히스파니아의 이르멘가르트가 병으로 사망했다. 왕실 측근들은 경건왕 루트비히에게 재혼을 권고하였다. 경건왕 루트비히는 제국의 모든 지역에서 법정으로 간택된 귀족 처녀들을 검사 한 후, 루트비히는 바이에른과 아르톨프의 공작이며 레겐스부르크의 영주인 구엘프 1세의 딸 유디트 바이에른(Judit Babariae)을 낙점, 그와 재혼하였다. 819년 봄에는 노르트라인 베스트팔렌에서 결혼식을 올리고, 바로 아헨에서 유디트의 성대한 황후 책봉식을 주관했다.

#### 신앙 정책

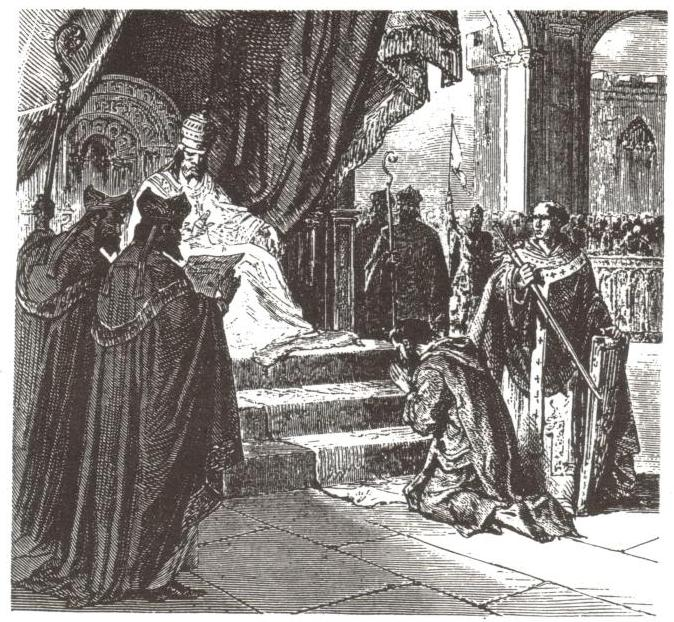
아팅기 수도원에서 공개 참회식을 하는 루트비히 경건왕, 앉은 이는 교황 파스칼 1세

독실한 신앙인이었던 그는 항상 예배당을 찾았으며, 성직자 및 성직자와 가까운 세속인들을 수상과 대신으로 중용하였다. 부활절과 유월절을 비롯한 각종 기념일은 국가적인 행사로 치루도록 지시하였다. 그의 충실한 조언자이기도 한 아니얀의 베네딕트를 통해 세속화된 사회를 정화, 도덕화할 정책을 편다. 아니얀의 베네딕트는 816년과 817년에는 교회회의를 통해서 루트비히 집권 초반, 교회와 국가의 근본적인 개혁과 도덕적 재무장 정책을 실시하였다.
817년 1월 교황 스테파노 4세가 세상을 떠나자, 새로 즉위한 교황 파스칼 1세는 즉위하자마자 1월 24일 루트비히에게 교황청 대사를 보냈다. 루트비히는 교황청의 대사를 융숭히 대접했고, 교황의 정치 사회문제애 대한 권리를 주장하고 자신의 교황권을 확고히 하였다. 교황 파스칼 1세의 요구를 수용하였다. 그는 교황청에서 사신이 방문할 때마다 직접 나와서 교황청 사절단들을 맞이한 뒤 이를 융숭히 대접했고, 황제는 교황의 충실한 보호자임을 재확인시켰다.
신앙심이 두터웠던 그는 교회·수도원을 보호하고 새로 건립하였으며 성직자를 요직으로 등용하였다. 822년에는 유월절 때 아르덴의 부지에(Vouziers)와 아팅기(Attigny)의 수도원에서 교황 파스칼 1세 앞에서 이탈리아의 베른하르트가 죽은 것과 충실한 조언자인 베네딕트의 병사 등 대해 자신의 부덕함을 탓하는 공개 참회와 속죄 의식을 올리기도 했다. 그러자 귀족들과 제후들은 황제의 행동을 이해할 수 없다거나 황제는 나약한 인물이 아니냐며 조소하였다. 루트비히는 814년 자신이 강제로 수도사로 만든 드로고 3세는 메츠의 주교에, 후고는 생 퀘틴 수도원의 원장에 임명하였다. 자신의 친척들인 삼촌 베른하르트의 친손자들 아달하르트(Adalhard)와 왈라(Wala 또는 Walacho)는 엑샹 라샤펠 수도원에 보낸다. 또한 각 수도원과 성당에 각종 면세 혜택을 주기도 했다.

성 바르보 수도원에 내린 면세 칙령

또한 그는 성직자들과 친인척인 니타르트 등 친척을 중용하였다. 그밖에 유산 상속을 우려하여, 결혼하지 않은 여자 형제들과 친척들을 결혼 협정을 맺기 위해 다른 지역이나 인접국가로 시집보내는 대신에 수녀로 만들어 수녀원에 보냈고, 몇몇 이복형제들과 조카들, 친척들을 모두 수도원에 보내 사제와 수녀로 삼았다.
821년 10월 중순 티옹빌의 제국의회에서 베른하르트 1세의 추종자들을 사면할 때 사촌 아달하르트와 왈라를 사면하고, 추방령에서 해제되었다.
821년 그의 스승이자 조언자이기도 한 아니아네의 베네딕트가 사망했다. 그해 황후 유디트 바이에른에게서 딸 기셀라와 822년 6월 13일 넷째 아들 대머리 카를 2세가 출생했다. 유디트는 그를 이리저리 꾀어 카를에게 유리한 분할안을 내놓도록 설득하였다. 이에 전처의 자식들은 맹렬히 반대하고 나섰다. 카를의 출생으로 루트비히 경건왕은 829년 영토를 다시 분할했으나, 유산이 줄어든 본처 소생 세 아들의 반발로 830년 세 아들이 반란을 일으켰으나 바로 반란은 진압되고, 경건왕 루트비히는 권좌에 복귀했다. 내란은 14년간 지속되었다.

#### 외교와 대외 정책

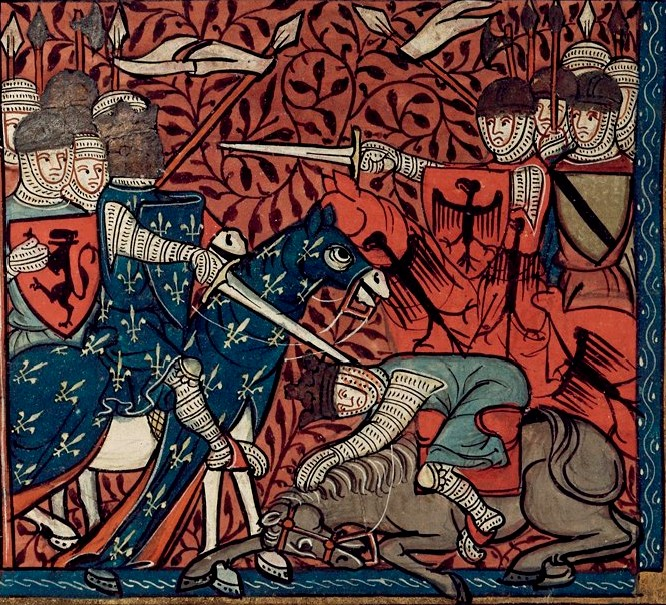
이민족과의 전투에 참전한 루트비히

824년 불가리아의 공작 오무르탁이 프랑크 왕국의 종주권을 인정하고 조공을 바쳐왔다. 824년 2월 불가리아의 사신들은 프랑크 왕국과 평화조약을 맺기 위하여 방문하자 루트비히는 뜻밖의 사절단의 저의를 파악하기 위해 바이에른 출신의 막켈름(Machelmum)을 불가리아 사신들과 함께 불가리아 칸 오무르탁에게 보냈다. 824년 12월 오무르탁은 사신을 다시 보냈으며 루트비히는 불가리아 사신을 접견하기에 앞서 불가리아인들과 이웃하여 사는 다키아(Dacia) 지역에 거주하고 있던 아보드리트 족을 비밀리에 불러 불가리아 왕 오무르탁의 저의를 파악하려 하였다. 아보드리트족은 불가리아의 부당한 침략을 프랑크 왕국에 호소하였고, 루트비히 프랑크왕국의 왕은 불가리아 사신을 돌려보냈다.
그 후 루트비히는 825년 5월 프랑크 왕국과 국경 문제를 논하러 아헨을 방문한 불가리아 사신을 만났다. 루트비히는 싸움을 피하려 했고 협상을 시도한다. 불가리아 왕 오무르탁은 826년과 824년에 보냈던 사신대표를 다시 바이에른으로 보내 양국 사이의 국경을 준수할 것을 요구하였고 이를 어길 시는 전쟁도 불사하겠노라고 하였다. 그러나 판노니아 백작 발데리히(Balderich)와 게롤트(Gerold)는 불가리아 군대의 침략가능성이 없음을 보고하였다. 그러나 827년 불가리아의 칸 오무르탁(Khan Omurtag)은 프랑크 제국의 동남부를 침략하여 판노니아 땅을 점령한다. 프랑크 왕국에 의해 멸망한 아바르 카간국의 유민들은 오무르탁에게 협력하여 제국의 동남부를 위협하는 데 가담한다.
루트비히는 818년 아들 로타르 1세를 롬바르디아의 분국왕으로 임명한 뒤 이탈리아도 통제하려 했다. 그러나 롬바르디아의 귀족들은 샤를마뉴 시대에 이미 프랑크 왕국에 대한 반감을 품고 있었다. 루이는 베네벤토의 공작인 그리모알드 4세(Grimoald IV)나 후임 공작 싸이코(Sico) 등으로부터 충성 맹약을 받았지만 이는 모두 형식적인 것이었다.
828년 셋째 아들 독일인 루트비히는 레겐스부르크에서 바이에른과 아르톨프의 공작이며 레겐스부르크의 영주인 구엘프 1세의 딸 바이에른의 엠므와 결혼했다. 엠므는 루트비히 경건왕의 후처 유디트의 여동생이었다.
830년 셉티마니아의 백작 베른하르트가 분리독립을 기도하고 거병하였으나 루트비히가 보낸 군사들에 의해 진압당했다. 그해 아키텐의 피핀 1세는 정변을 일으켜 바이에른의 유디트를 수도원에 감금하고 대머리 카를은 강제로 성직자로 만들어 수도원에 보낸다. 제국의 일부인 아키텐, 바이에른만을 피핀과 독일인 루트비히에게 넘겨주었으므로 경건왕 루트비히는 아들들에게 더 많은 영토를 주겠다고 회유하여 반란을 진압한다.

#### 아들들의 반란

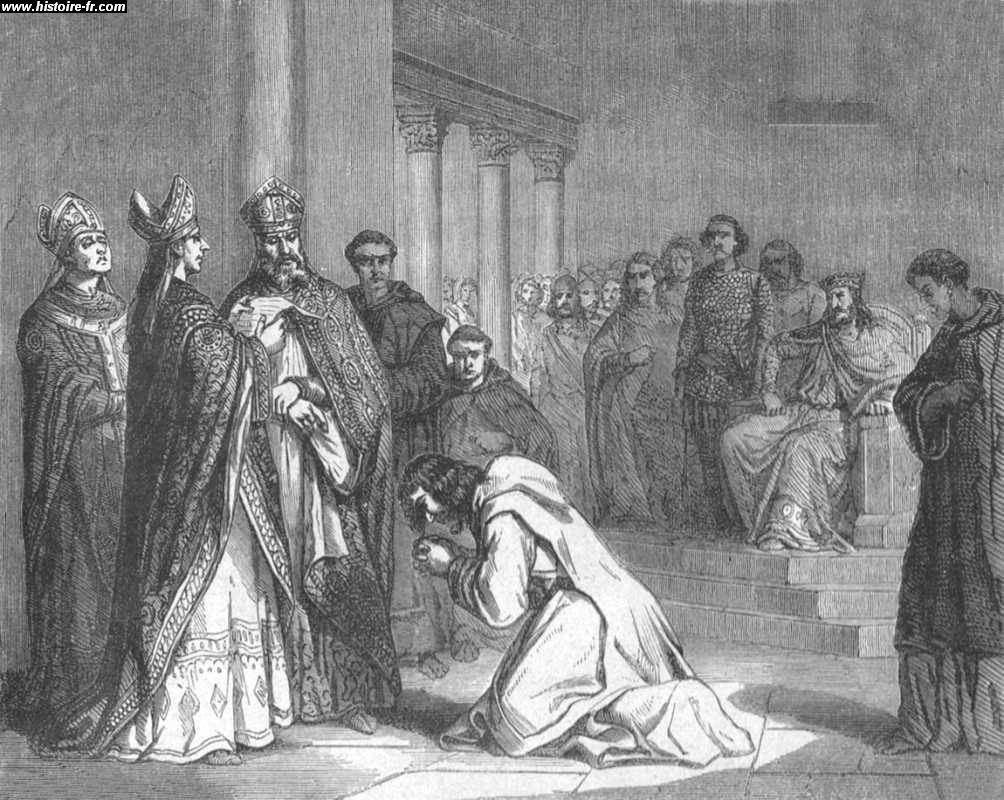
루트비히의 굴욕, 권좌에서 축출당한 루트비히

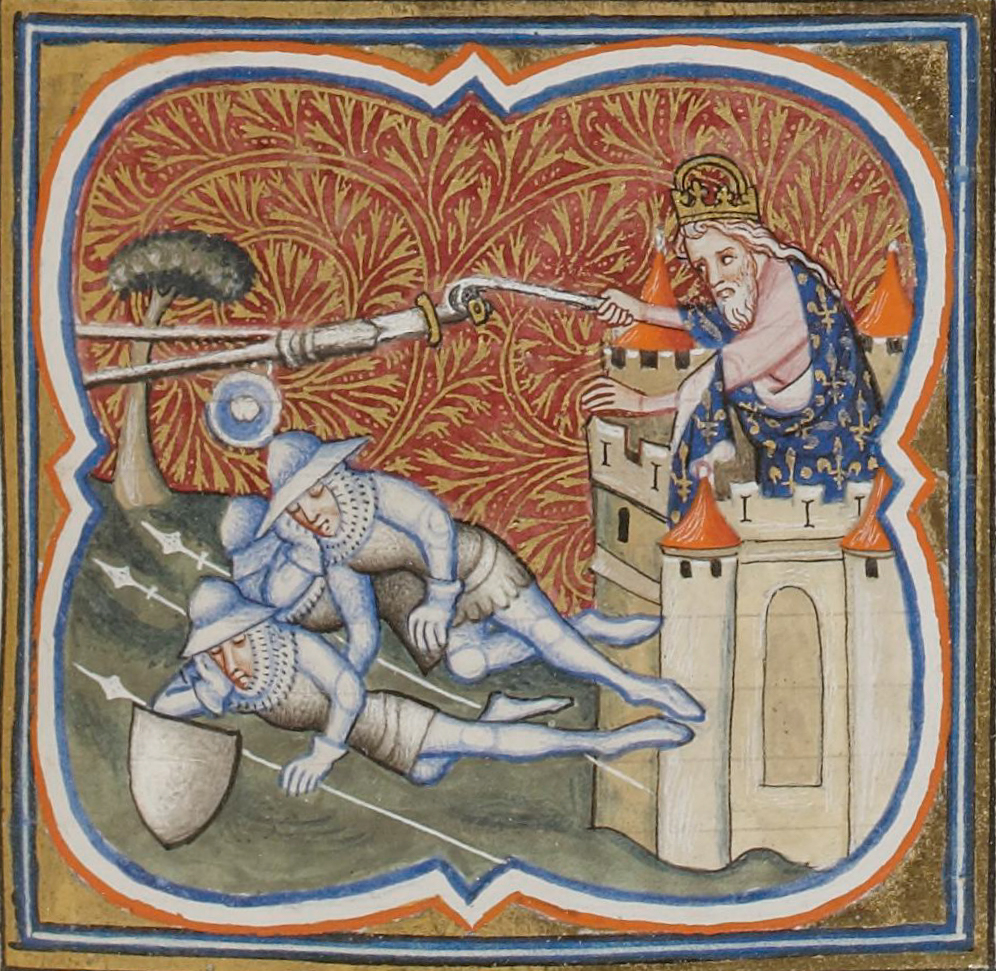
수아송에 갇혔다가 탈출하는 루트비히 (14세기 작)

831년, 833년 로타르, 피핀, 루트비히 등은 반란을 일으켜 한때 그는 양위했고 유디트는 수도원에 감금되었다. 그러나 교황의 지지로 834년 기적적으로 복위했다. 이 일은 종내 부자 형제간의 분쟁을 야기하고 프랑크의 국력을 쇠하게 했다. 당초 로타르는 두 동생의 지원을 업고 반란을 일으켜 아버지를 폐위했다. 그러나 830년 10월에 열린 네이메헨 의회는 루트비히 1세를 복위시켰으며, 831년 2월 아헨의 제국 의회가 개입해서 상속령을 정해 제2차 분배에서 로타르 1세는 이탈리아만을 배당받았다. 그리고 로타르의 북부 로트링겐, 프로방스 등의 영토를 대머리 카를에게 준다고 명시했다.
831년 피핀은 바이에른의 유디트의 측근인 셉티마니아의 베른하르트를 사주해 반란을 일으켰다. 그러나 곧 화해하였다. 832년 루트비히는 피핀에게서 아키텐 영지를 빼앗아 카를에게 주었다. 이에 피핀은 강력 반발했고 그의 계비인 바이에른의 유디트를 암살할 계획을 세우기도 했다. 로타르, 피핀, 루트비히는 교황 그레고리우스 4세의 지원을 얻어 거병, 반란을 일으켰고 알프스산맥을 넘어 알자스의 지골스하임 부근에서 회의를 열어 다시 아버지인 그를 폐위했다.
로타르는 아버지 경건왕 루트비히를 사로잡는데 성공, 롤페르트로 끌고갔다가 말렘으로, 말렘에서 메츠로, 메츠에서 다시 수아송까지 끌고 갔다가 수아송의 생메다드 수도원에 감금하였다. 동시에 이복동생 대머리 카를은 부모에게서 떼어내 아르덴 근처 프륌 수도원에 보냈다. 그러나 834년 3월 루트비히는 다시 황제 지지파들의 지원으로 제위에 복귀했으며 피핀 및 독일인 루트비히와 평화조약을 맺었다. 834년 말 로타르 1세는 혼자서 다시 반란을 일으켰으나 이번에는 아무도 도와주지 않았으므로 롬바르디아로 패주했다.
835년에는 아들들에 의해 수아송의 한 성에 투옥되었으나 감시병들이 조는 틈을 타서 이들을 베고 탈출하기도 했다. 반란들을 진압함에 따라 837년 아헨 제국 의회, 838년 네이메겐 제국 의회에서 독일인 루트비히의 영토 일부를 떼어 더 많은 영토를 아들 카를에게 넘겨주었다. 일단 로타르, 아키텐의 피핀 1세, 독일인 루트비히 등은 이 조치를 받아들였으나 감정이 좋지 않았다.

### 생애 후반

#### 치세 후반

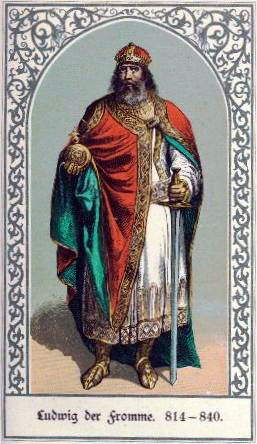
루트비히 1세, 13세기 독일작

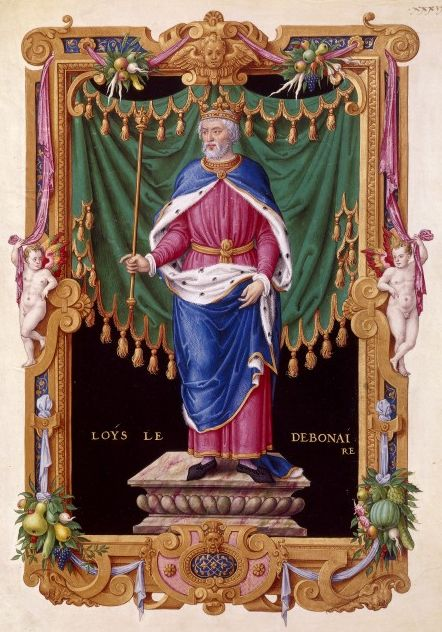
루트비히 1세, 프랑스작

834년 다시 세 아들이 반란을 일으켜 폐위되었으나 극적으로 복귀한다. 836년 바이킹이 위흐레흐트와 안트워흐를 침략, 약탈하고 되돌아갔으나 이를 막지 못했다. 837년 봄 루트비히는 대머리 카를을 알레만니아와 부르고뉴의 왕에 봉하였다. 그러나 자신의 영지가 축소된 것에 반발한 루트비히 독일인이 반란을 일으키기도 했다.
837년 바이킹 족이 침투 로리크가 침투하자 직접 이들을 영역 동북방으로 몰아냈다. 이들은 프리슬란트의 프리시아까지 자신들의 영토라고 요구했다. 838년 12월 차남 아키텐의 피핀 1세가 갑자기 죽자 839년 5월 30일 보름스 의회에서 제4차 배분이 이루어져 제국은 로타르와 카를 사이에 양분되었고, 아키텐은 대머리 카를에게로 넘기고, 독일인 루트비히는 바이에른만을 차지했다. 한편 839년 봄 둘째 아들 독일인 루트비히와, 손자이자 피핀의 아들 피핀 2세가 다시 게르만 귀족들을 선동해 반란을 일으켰으나 패퇴하고 바이에른으로 물러갔다. 바이킹은 계속 프리슬란트와 프리시아를 요구했다. 결국, 루트비히는 839년 바이킹 족이 요구한 조약을 체결해주어 프리슬란트의 프리시아를 그들에게 주는 조건으로 이들을 되돌려보낸다.
니타르트 등을 시켜서 왕실의 역사를 편찬하게 하는 한편, 비밀리에 니타르트에게 어린 카를의 후견을 부탁하기도 했다. 838년 아들 피핀이 죽자 아키텐을 다시 카를 2세에게 주었다. 그러자 아키텐의 귀족들은 반발했고, 그도 결정을 취소하고 피핀의 아들 피핀 2세를 아키텐 분국왕으로 봉했다. 이는 후일 카를 2세와 피핀 2세간 아키텐의 권리를 두고 860년대까지 내전을 부르는 원인이 된다.
838년 6월 아들 독일인 루트비히 2 세는 네이메헌에서 소집된 제국 의회에서 아버지 경건왕 루트비히와 다투었다. 838년 9월 경건왕 루트비히는 독일인 루트비히의 몫을 대머리 카를에게 넘긴다고 선언했고, 독일인 루트비히는 반발했다. 839년 독일인 루트비히는 자신의 상속권을 박탈한데 대해, 아버지 경건왕 루트비히를 상대로 반란을 일으켰다. 독일인 루트비히는 군사를 이끌고 이복 동생 대머리 카를의 알레만니아 영지에 침입했다. 아버지 경건왕 루트비히는 신속하게 반응했고, 독일인 루트비히는 판노니아로 퇴각하였다.

#### 혼란과 최후
839년 봄, 독일인 루트비히는 그가 카를을 아키텐 왕으로 임명하려는 것에 반발하여 루아르에서 군사를 거병하여 피핀 2세를 지원했다. 이에 독일인 루트비히가 피핀 2세와 함께 군사를 일으켰다. 이때 로타르 1세가 경건왕 루트비히의 편에 서서 이들과 싸웠다. 아키텐의 귀족들은 전해에 죽은 피핀 1세의 아들을 지지하였기 때문에 결국 루트비히 경건왕은 대머리 카를에게 아키텐을 주려는 결정을 결국 취소하게 된다.
그해 프리슬란트와 덴마크에 있던 바이킹이 제국 동부를 침략하여 약탈하고 돌아가기도 했다. 그러나 그는 이를 막지 못했고 바이킹은 수시로 동북방 프로이센 지방을 약탈하였다. 839년 말경 아들 독일인 루트비히는, 5월 30일의 보름스 의회의 결정에 반발, 군대를 이끌고 아버지에게 마지막으로 반기를 들었다가 또다시 보름스에서 격퇴당했다. 경건왕 루트비히는 그해 프랑크푸르트에서 평화 선언을 하였다. 840년 초 독일인 루드비히는 알레만니아에서 다시 군사를 일으켜 아버지 경건왕 루트비히를 상대로 반란을 일으켰다가, 경건왕 루트비히가 진압군을 보내자 싸움없이 신속하게 후퇴했다. 그러나 840년 3월 경건왕 루트비히는 다시 셋째 아들 독일인 루트비히를 치려고 특별 군대를 조직했다가, 3월 말 프랑크푸르트에서 군대를 해산시켜 돌려보냈다.

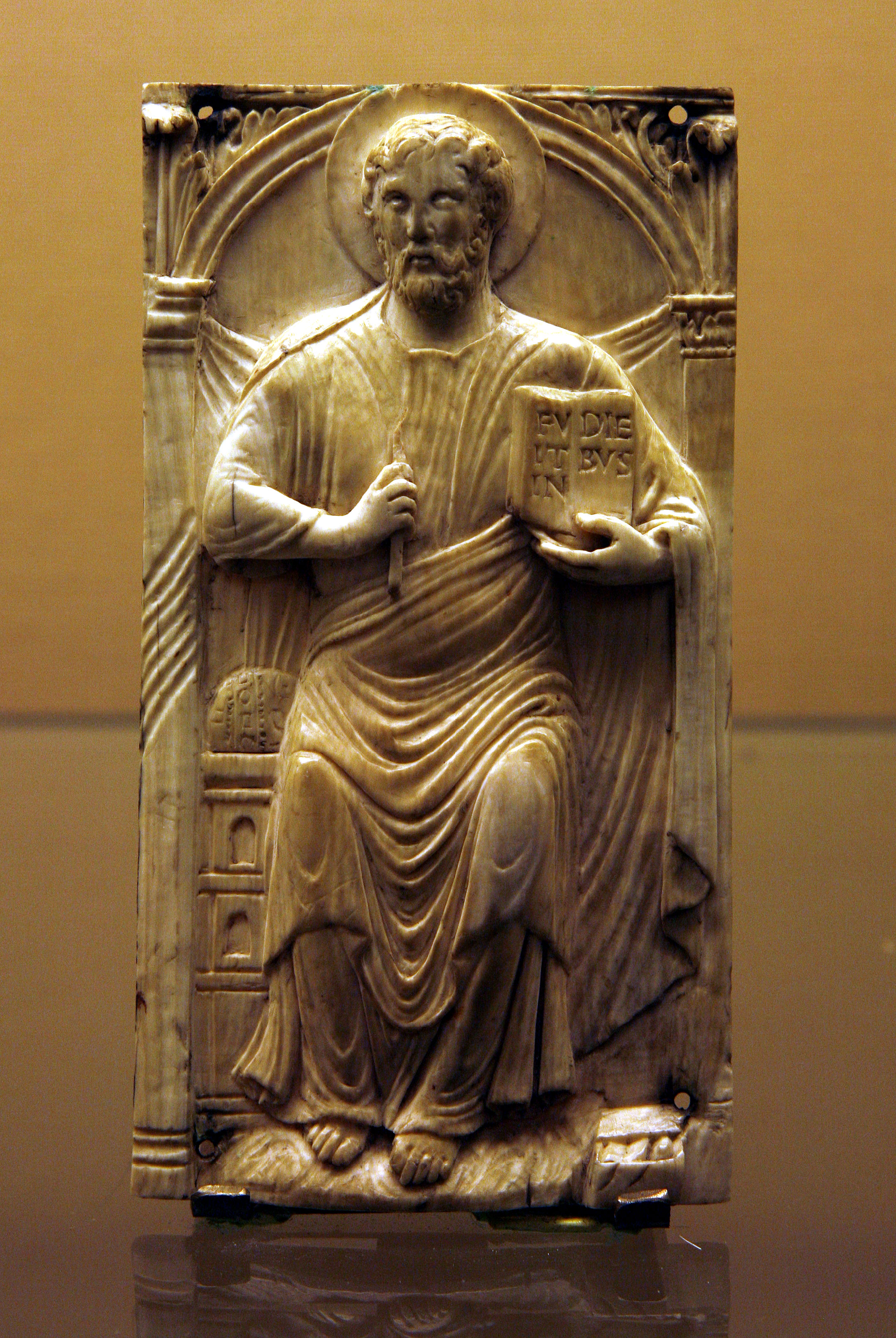
820년대 로마에 세워진 루트비히 1세의 부조상

만년의 루트비히는 실의에 빠져 정사를 수상과 궁재들에게 다 넘겼고, 루트비히 본인은 기관지염과 함께 위암, 식도암 등에 걸려 고생했다. 840년 초, 병석에 누운 그는 자신의 죽음이 임박한 것을 예감하여 그해 6월 20일경 그는 라인강변으로 가 요양하였다. 그해 초, 건강이 급속도로 악화된 루트비히는 제국의 상징물을 모두 장남 로타르 1세에게 보냈다. 루트비히 1세는 840년 7월 1일 보름스에서 제국 의회를 소집했으나, 의회가 열리기 전 잉겔하임(잉겔하임암라인)의 라인강변에 있는 페터사우에를 건너던 중 성직자와 주교들이 참석한 가운데 이복형제인 드로고 주교의 품에 안겨 죽음을 맞이했다. 사인은 기관지염, 식도암, 위암 등의 후유증이었다. 곧, 이복동생인 메츠 교회 주교 드로고의 집례하에 자신의 어머니 힐데가르트가 안치된 아우스트라시아 메츠에 있는 장크트아르눌프 교회 내에 안치되었다.

### 사후

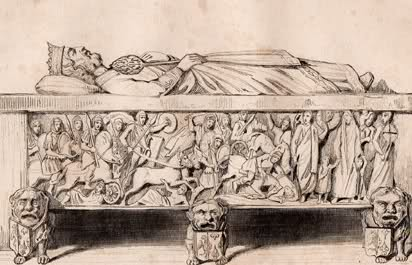
프랑스 대혁명 이전 메츠의 장크트아르눌프 교회에 안장된 루트비히 경건왕의 석관

루트비히는 당초 장자 상속제도(長子相續)를 도입하려 했지만 실패했다. 그는 제국의 분열을 막으려고 친인척과 서출들, 딸들 상당수를 귀족이나 이웃나라와 결혼시키는 대신 가톨릭 성직자와 수녀로 만들었다. 조카 베른하르트 1세의 반란을 계기로 가까운 친인척들을 성직자와 수녀로 만드는 일을 계속했다. 그럼에도 그는 제국의 영토분할을 막지 못했고 그가 죽은 후에도 그의 아들들 사이의 상속권 분쟁은 계속되었으며, 로타르 1세는 단독으로 프랑크 왕국을 통치하려다가 독일인 루트비히와 대머리왕 카를 2세가 협력하여 군사를 일으켜 내란이 발생한다. 이를 일명 프랑크 왕국의 시민 전쟁이라 한다. 전쟁은 3년여 간 지속됭었다. 결국 843년 8월 11일에 체결된 베르됭 조약으로 프랑크 왕국은 공중분해되었다. 그의 사후 40년 만인 888년 1월 손자 비만왕 카를 3세의 죽음을 계기로 왕국은 최종 붕괴되었다.
경건왕 루트비히는 독실한 로마 가톨릭 신앙인이었음에도 불구하고, 제국을 혼란으로 몰고간 덕에 사후 성직자들의 반대로 가톨릭 성인으로 축성되지는 못하였다. 대신 성직자와 교회사가들은 그에 대해 최대한 우호적이고 긍정적인 평가를 내리려 노력하였다. 메츠의 장크트아르눌프 교회에 안치된 그의 석관 무덤은 11세기 또는 13세기 경에 재설계되었지만 1793년 프랑스 대혁명 기간 중 혁명군에 의해 성당, 수도원들이 파괴될 때 함께 파괴되고, 유골은 부관참시되어 토막낸 뒤 길바닥에 던져졌다.
그는 같은 이름의 동프랑크왕 루트비히, 이탈리아왕 루트비히, 서프랑크의 루트비히와 구별하기 위해 후대에 경건왕 루트비히, 자비왕 또는 사근사근한 루트비히, 공손한 루트비히, 아키텐의 루트비히 또는 루이 등의 별명으로 불리게 되었다.
아버지 샤를마뉴처럼 루트비히 경건왕 역시 10~14세기 중세 프랑스와 독일, 오스트리아, 이탈리아 등의 여러 무훈시(武勳詩)와 희극 주인공의 한 사람으로 자주 등장하였다. 그 중 〈기욤의 노래 Chanson de Guillaume〉,〈님의 손수레 Charroi de Nîmes〉, 〈루트비히의 대관식 Couronnement de Louis〉등이 유명한 작품들이다. 그를 묘사한 희극이나 시, 문학 작품에서 그는 상냥하고 종교적으로 고결하지만 나약하고 우유부단한 인물 혹은 다소 편협한 인물로 묘사된다.

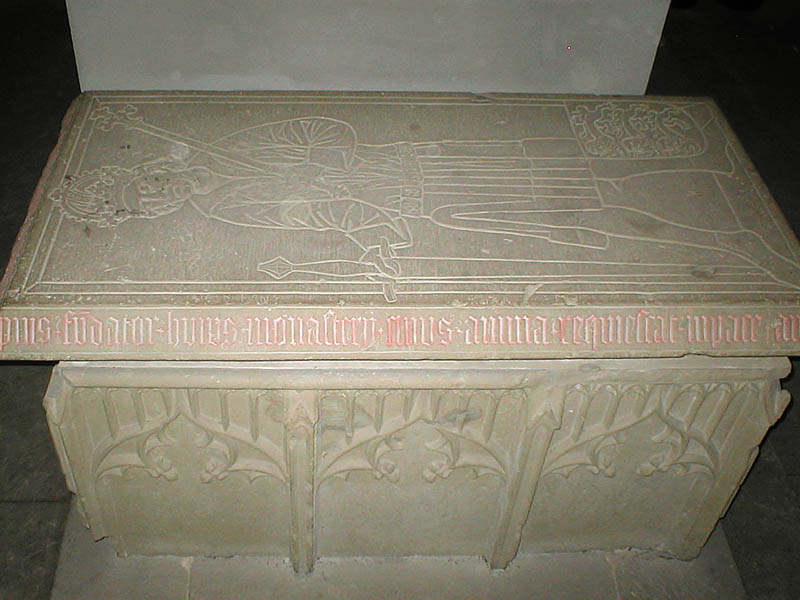
독일 무르하르트 교회에 안치된 루트비히 경건왕의 빈 석관묘.

후에 독일 슈투트가르트와 바크낭의 동북부 무르하르트(Murrhardt)에 있는 무르하르트 성당(Stadtkirche Murrhardt)에 그의 빈 석관 무덤이 만들어졌다.

## 가계
- 아버지 : 카롤로스 대제 또는 샤를마뉴(740 혹 742-814)
- 어머니 : 히스파니아의 힐데가르트(750? ~ 783)
  - 배다른 형 : 곱사등이 피핀
  - 형 : 피핀 카를로만 또는 피피노(771~810, 이탈리아의 왕)
  - 형 : 청년왕 샤를(772~811)
  - 형 : 로타르(태어나자 마자 죽음, 쌍둥이 형)
  - 누이 : 아델라이드
  - 누이 : 베르타, 샤를마뉴의 궁정시인 앙겔베르트와 결혼

## 결혼 및 자녀관계
- 첫 번째 결혼 : 히스베니아의 에멩가르데[3] (결혼시기 : 794-98) - 3남3녀
  - 장남 : 로타르 1세 (795년~855년): 중프랑크 왕(818~855), 신성로마황제(840~855)
  - 차남 : 페펭 (797년~838년), : 아키텐의 왕 피핀이라고도 부름
  - 장녀 : 아델라이드 (799년 태어남), 느스트리 백작 로베르 르 포르에게 시집감, 로베르 1세와 외드 형제의 생모
  - 차녀 : 로트루드 (800년 - ?), 오베르누 백작 제라르드(Gerard)의 첫 번째 부임
  - 삼녀 : 힐데가르트 (또는 마틸다, 802년 - 857년)
  - 삼남 : 루트비히 2세(802?, 805년~875년,876?):바이에른의 왕(817~875), 동 프랑크 왕(843~875), 일명 루트비히 독일왕이라 부름
- 두 번째 결혼 : 바이에른의 유디트 - 1남 1녀
  - 기젤라 : 프리울리의 에베르하르트 1세와 결혼, 이탈리아 왕 베렝가리오 1세, 이탈리아의 기젤라(하인리히 1세의 조모, 작센 공작 리우돌프의 아내)의 생모
  - 대머리 카를(823~877) 또는 카롤루스 2세 :서프랑크 왕(840~877), 신성로마황제(875~877)
- 상스의 데오델린데와의 사이에서 2명의 사생아가 있음:
  - 상스의 아르눌프(793년~841년)
  - 알파이스(Alpais, 793 - 851) - 파리 백작 제라르 1세(Gérard I de Paris)와 결혼

## 루트비히 경건왕 시대의 프랑크 왕국 데나리온 동전
이 밖에도 그의 치세기간 중 금화 동전도 주조되었다.

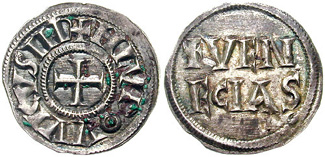
흘로도비쿠스 임페르의 이름이 새겨진 데나리온 동전 (814년)
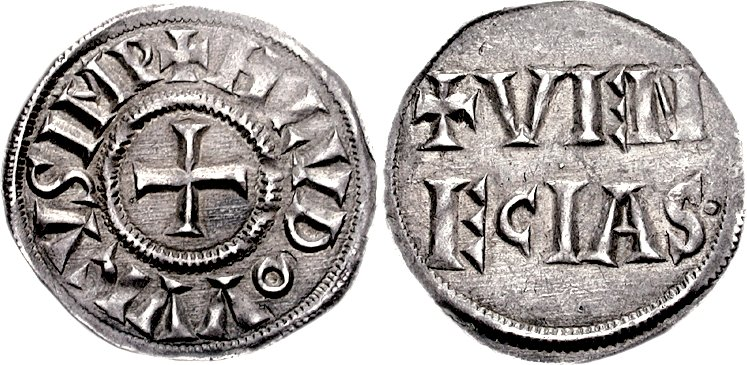
흘로도비쿠스 임페르의 이름이 새겨진 데나리온 동전 (819년)
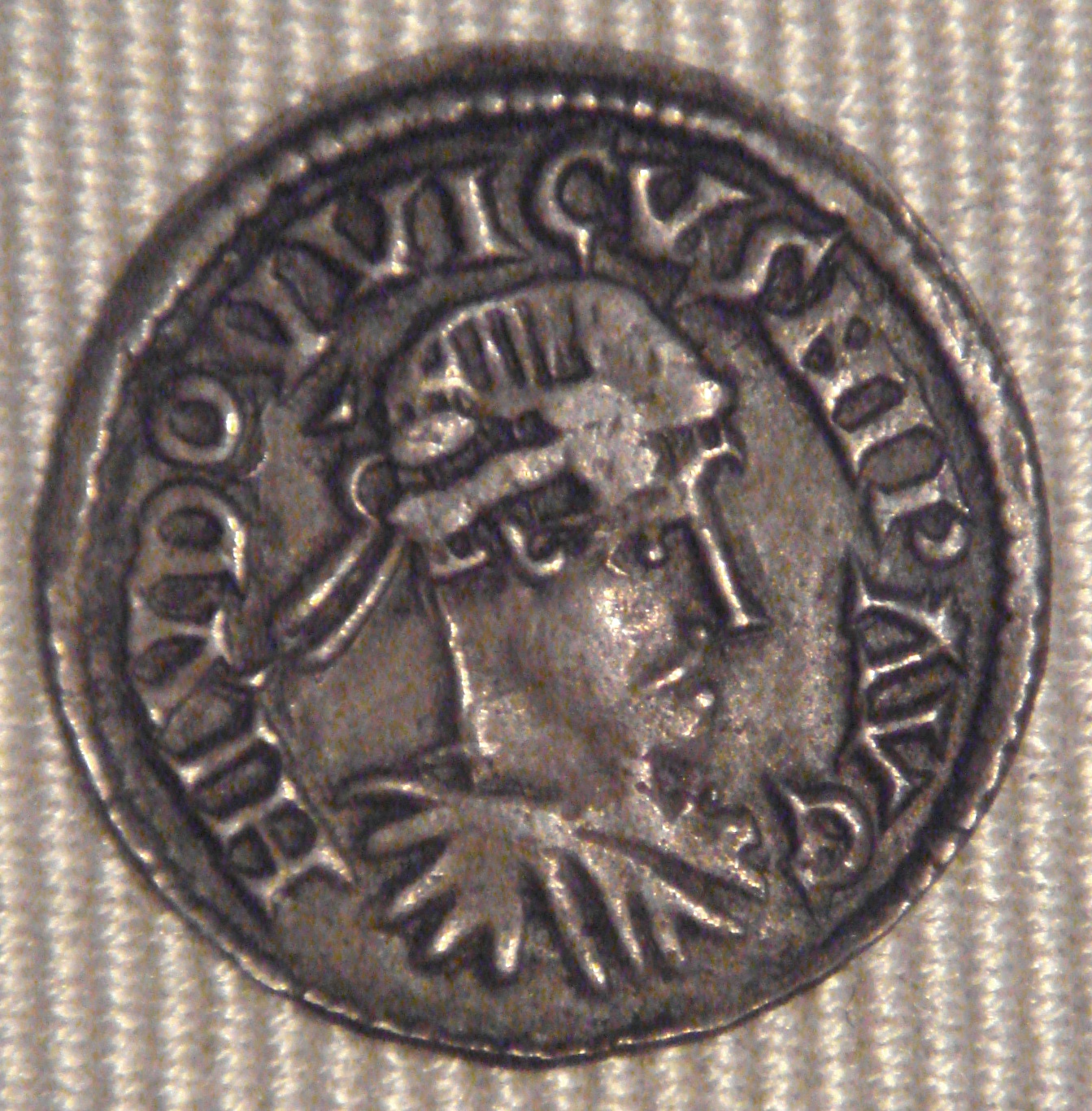
루트비히 1세의 이름과 얼굴이 새겨진 데나리온 동전 (818년~823년)
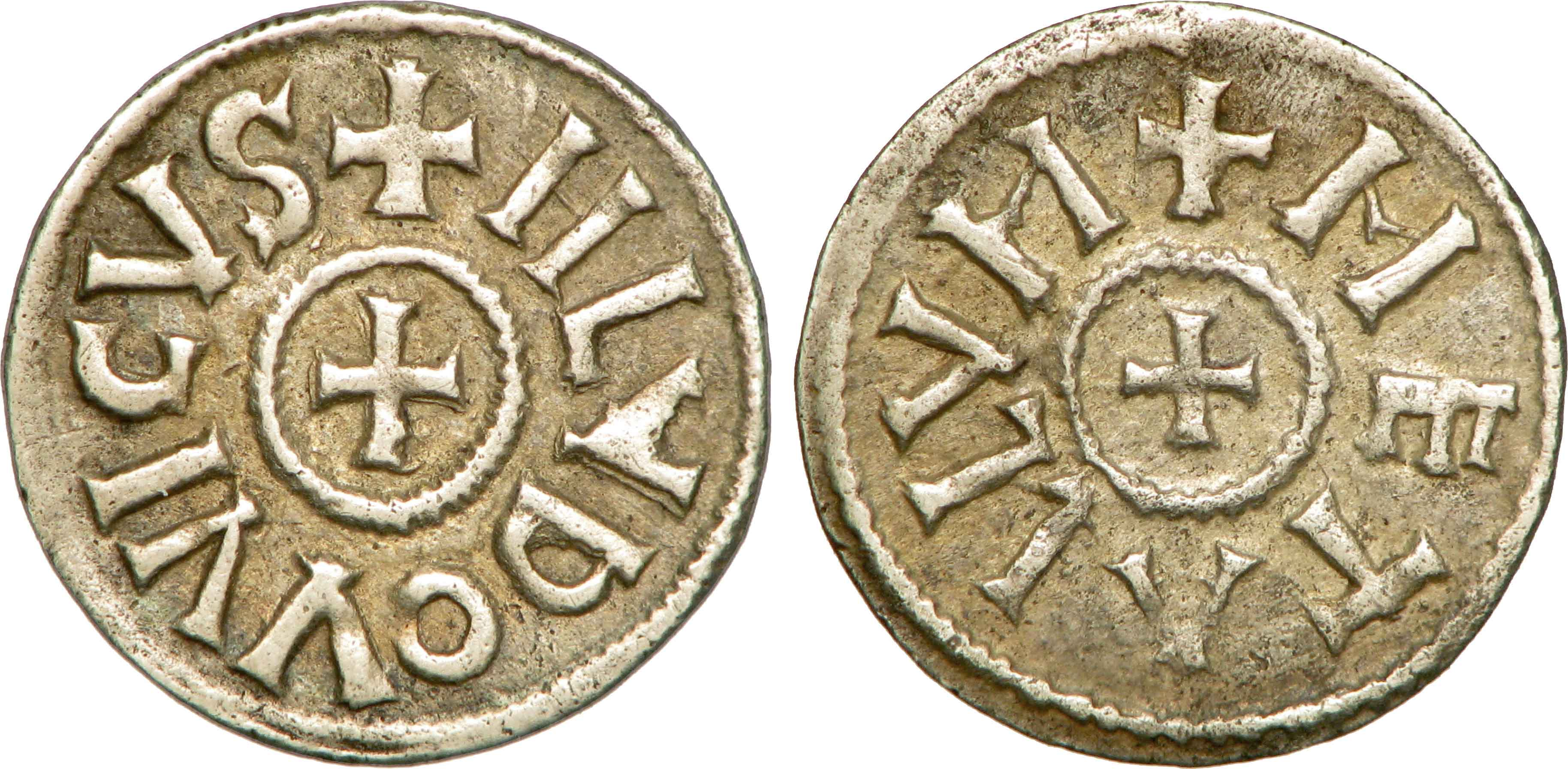
데나리온 동전
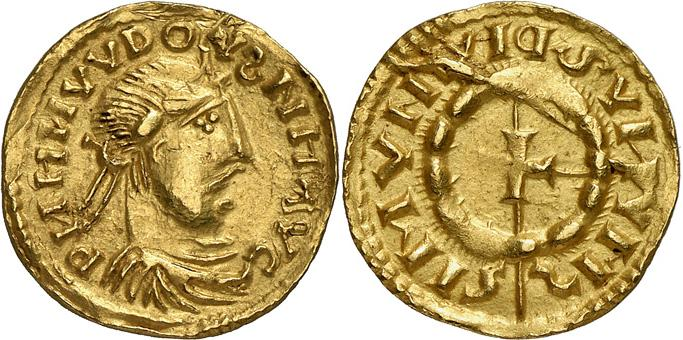
루트비히 1세의 이름과 얼굴이 새겨진 데나리온 동전 (830년~850년)
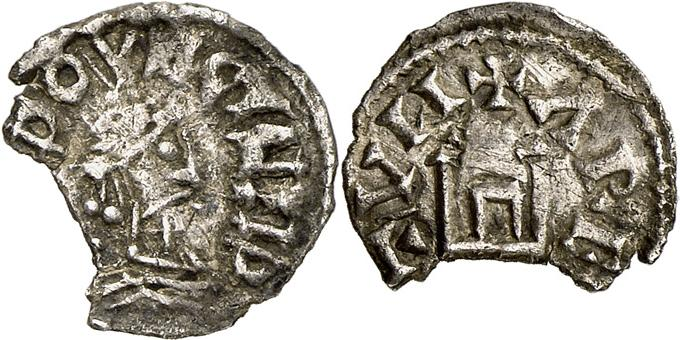
프랑스 아를에서 발견된 루트비히 시대의 동전
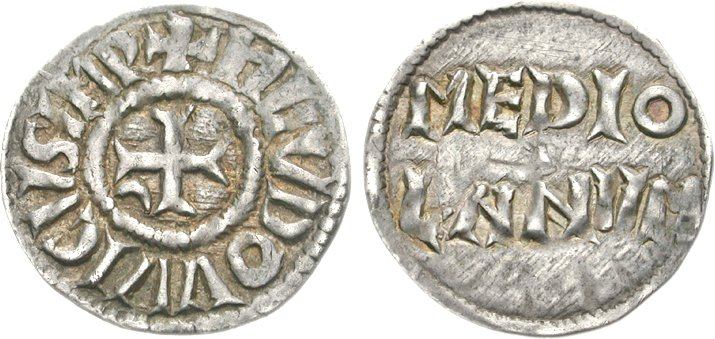
이탈리아 밀라노에서 발견된 루트비히 시대의 동전
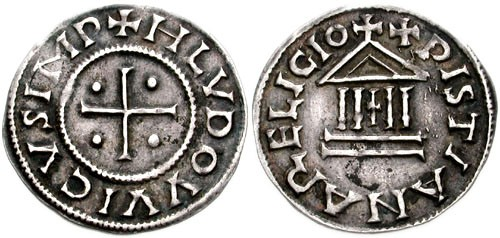
이탈리아에서 발견된 루트비히 시대의 동전, 뒷면에 교황청을 상징하는 성당 건물이 새겨져 있다.
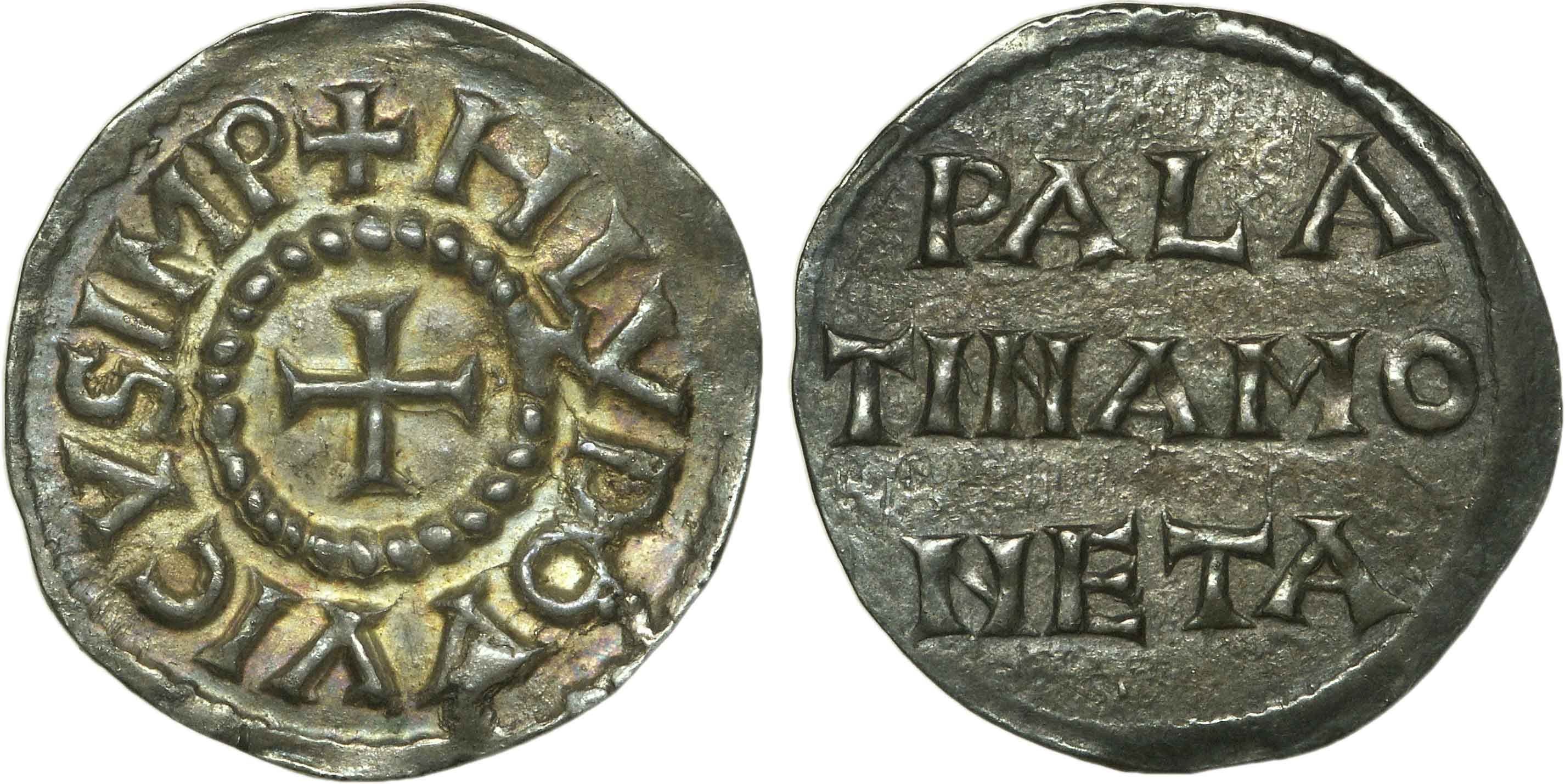
프랑스 팔라스에서 발견된 루트비히 시대의 동전
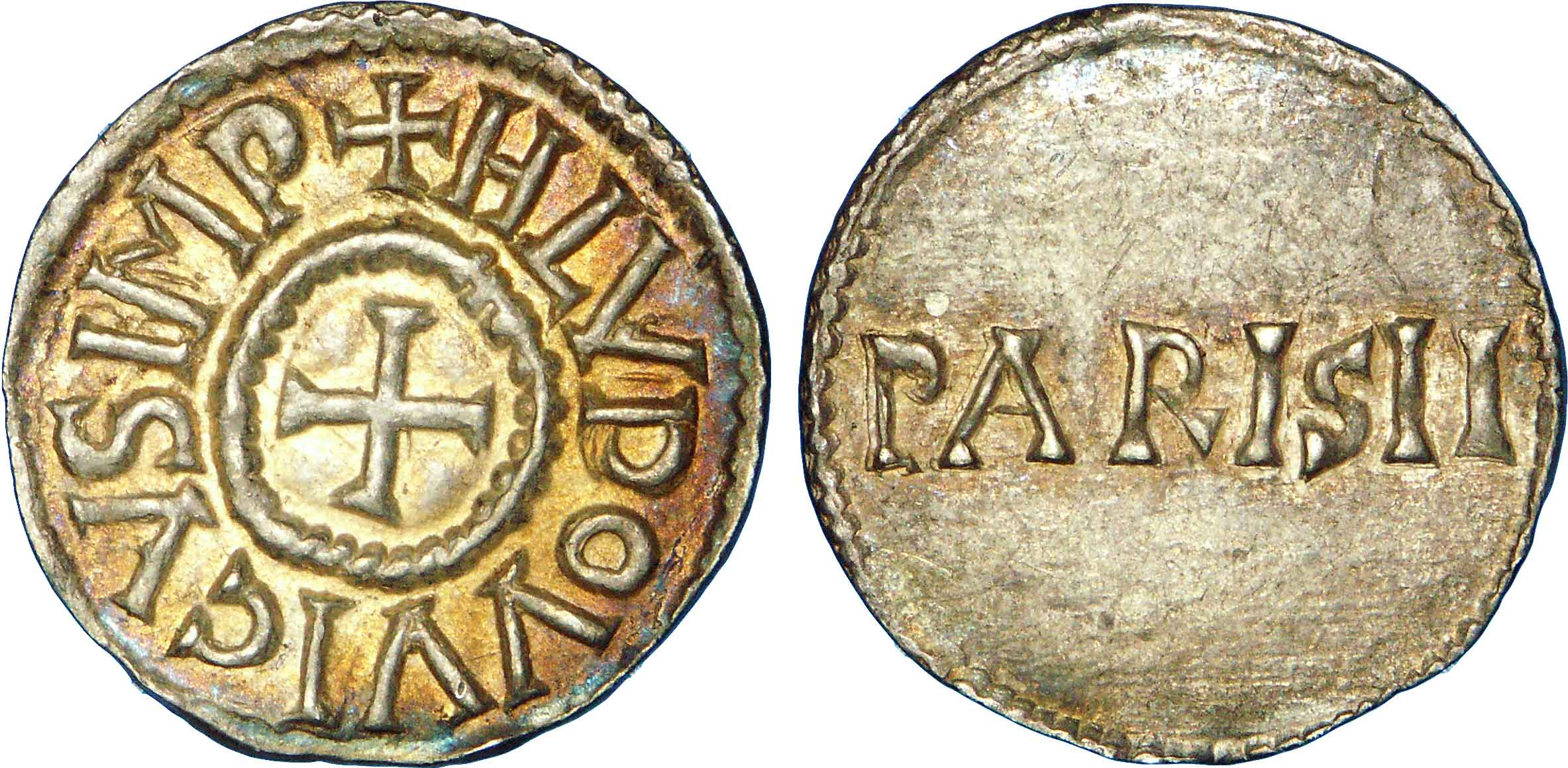
프랑스 파리에서 발견된 루트비히 시대의 동전
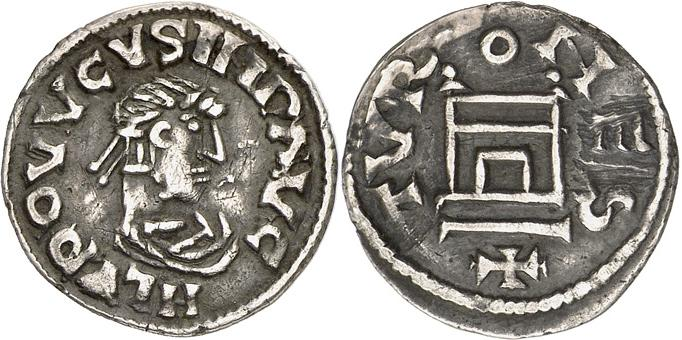
프랑스 투르에서 발견된 루트비히 시대의 동전

## 평가와 비판

### 긍정적 평가

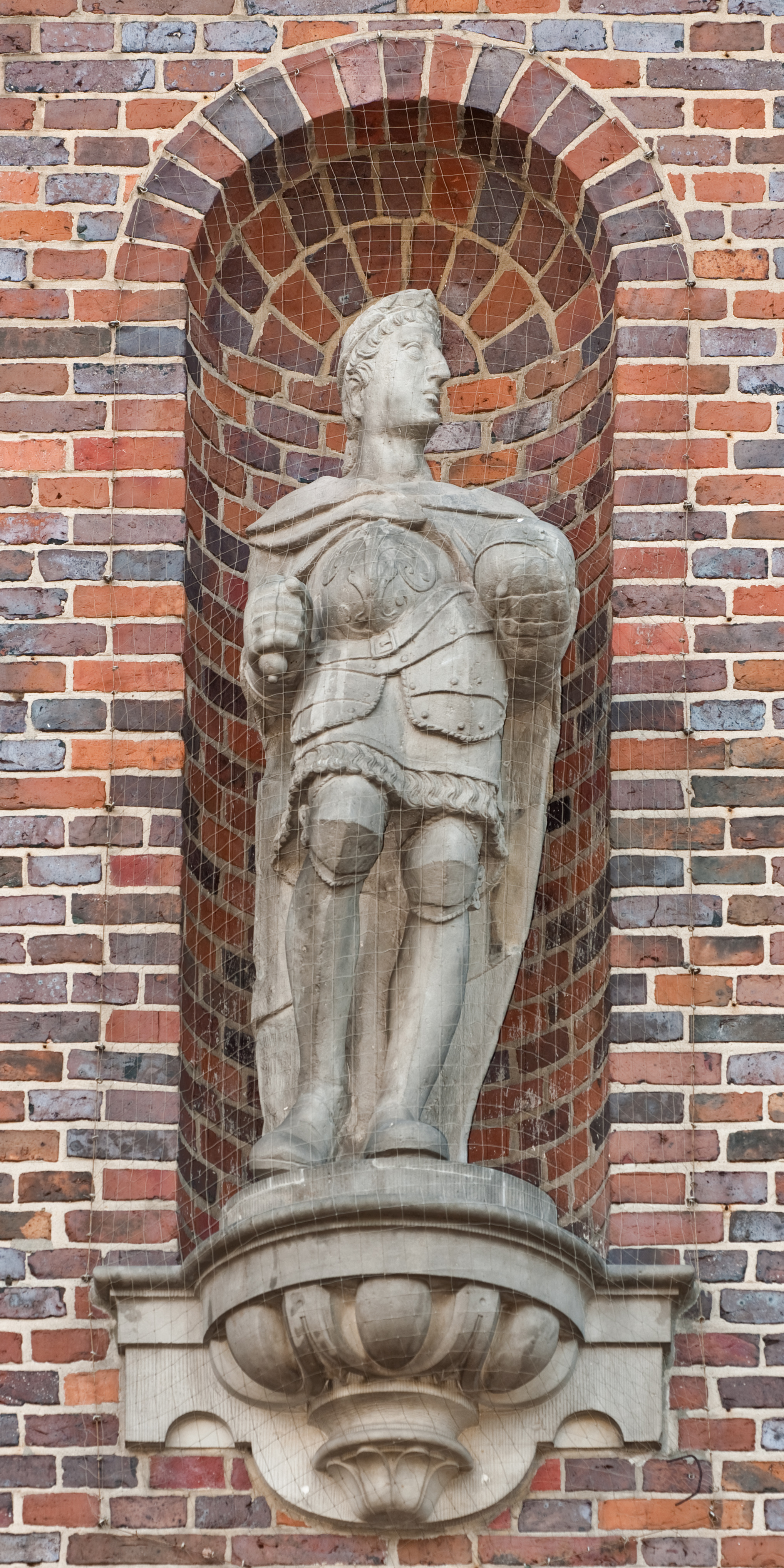
함부르크 시청에 있는 루트비히 경건왕 석상, 17세기 작품

그에게는 경건왕이라는 별칭이 붙었다. 그가 독실한 로마 가톨릭 신자였기 때문이다.
그가 신앙심이 깊고 교회에 대해 관용적이었으며, 교회 일에 많은 관심을 쏟았고 훌륭한 교육을 받았다는 시각도 있다. 리무쟁의 어느 천문학자는 사서에서 그가 역경에 처했을 때 좌절하거나 흔들리지 않고 불굴의 용기를 보여주었음을 강조하였다. 트리어 주교 테카누스는 그의 성격과 재능, 그리스도교적 자비심, 경건함, 사냥실력 등이 뛰어났다고 평가하였다. 에르몰두스 니겔루스의 시는 그에 대한 찬양 일색이다.

### 부정적 평가
루트비히 1세는 종교적으로는 국민의 존경을 받았으나 통치 능력은 신통치 않았다. 그는 샤를마뉴가 물려준 넓은 땅을 제대로 관리하지도 못했다. 정치적으로 무능력하여 제국의 해체를 불러왔다는 부정적인 시각도 존재한다. 루트비히는 자신이 평화롭게 상속받았던 제국을 내부 혼란에 빠뜨려놓았다. 대외적으로는 외세의 침략이 없었던 탓에 심각한 분쟁에 빠져든 적이 없었고, 다만 데인족과 그밖의 종족들이 끊임없이 제국 침략을 감행했으나 무난히 막아냈다.
그러나 일찍 상속령을 제정한 탓에 네 아들이 829년부터 끊임없는 분란을 일으켰고, 그가 죽은 뒤에도 로타르, 독일인 루트비히, 피핀 2세, 대머리 왕 카를과 그 후손들 사이의 분쟁과 음모는 그가 죽은 후에도 수십 년 간 계속되었다. 이는 카롤링거 왕조의 약화와 바이킹, 마자르, 데인 족, 슬라브 등의 침략과 이탈리아와 독일에서의 각자 귀족들의 난립 등 제국의 해체의 원인이 되었다.

## 기타
아버지 카롤루스 대제가 후계자를 지목하고 상속령을 제정한 것은 60대의 일이었지만, 루트비히는 즉위 직후 상속령을 정했고 이는 아들들의 반란의 원인이 됐다. 루트비히는 자신이 평화롭게 상속받았던 제국을 내부 혼란에 빠뜨려놓았다.

## 같이 보기
- 제국 칙령
- 베르됭 조약
- 메르센 조약
- 리베몽 조약
- 베른하르트
- 독일인 루트비히
- 피핀 1세
- 로타르 1세
- 카를 2세
- 유디트
- 베렌가리오 1세

## 참고 자료
- Vita Hludovici (Vita Hludovici Imperatoris), the main source for his reign, written c. 840 by an unknown author usually called "the Astronomer"
- Vita Hludowici Imperatoris by Thegan of Trier on-line Latin text
- Booker, Courtney M. Past Convictions: The Penance of Louis the Pious and the Decline of the Carolingians, University of Pennsylvania Press, 2009, ISBN 978-0-8122-4168-6
- De Jong, Mayke. The Penitential State: Authority and Atonement in the Age of Louis the Pious, 814–840. New York: Cambridge University Press, 2009.
- Depreux, Philippe. Prosopographie de l'entourage de Louis le Pieux (781–840). Sigmaringen: Thorbecke, 1997. A useful prosopographical overview of Louis' household, court and other subordinates.
- Eichler, Daniel. Fränkische Reichsversammlungen unter Ludwig dem Frommen. Hannover: Hahnsche Buchhandlung, 2007 (Monumenta Germaniae Historica Studien und Texte, 45).
- François-Louis Ganshof, The Carolingians and the Frankish Monarchy. 1971.
- Godman, Peter, and Roger Collins (eds.). Charlemagne's Heir: New Perspectives on the Reign of Louis the Pious (814–840). Oxford and New York: Clarendon Press, 1990.
- Charles Oman. The Dark Ages 476–918. London, 1914.